# Castelloza

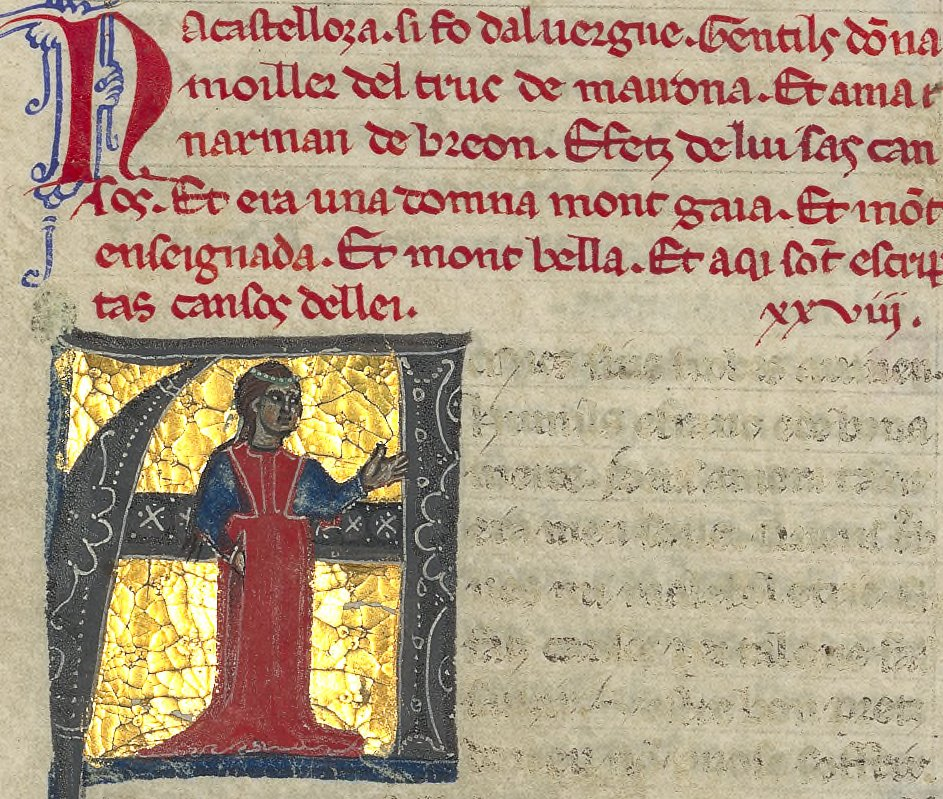
BnF ms. 12473 fol. 110v, cançoner K, vida, en vermell, i retrat

Castelloza va ser una trobairitz nascuda vers 1200.

## Vida
Les dades que tenim sobre aquesta trobairitz provenen de la vida. Castelloza era una dama de l'Alvèrnia casada amb Turc de Mairona, probablement senyor de Mairona i combatent de la Quarta Croada. Com diu la vida, s'ha suposat l'enamorament de Castelloza envers Arman de Brion, membre de la casa de Brion i amb una posició social més elevada que no pas ella, al qual es creu que va dedicar alguna composició. La temàtica de les seves poesies és generalment l'amor cortès. Se n'han conservat tres poesies; i una quarta, de la qual se'n discuteix l'autoria; la música que les acompanyava s'ha perdut. Conjuntament amb Beatritz de Dia, és de l'única trobairitz de la qual es conserva més d'una composició.
Comparada amb Beatriz de Dia, les composicions de Castelloza són més conservadores. En les seves obres, ella hi apareix amb un discurs coherent i, tot i que existeix una tensió entre l'amor condicional i l'incondicional, sempre roman compromesa amb la fidelitat.

## Obra conservada[4]
- (109,1)[5] Amics, s'ie.us trobes avinen
- (109,2) Ja de chantar non degr'aver talen
- (109,3) Mout avetz faich long estatge
- (461,191) Per joi que d'amor m'avegna (autoria de Castelloza discutida)

### Repertoris
- Alfred Pillet / Henry Carstens, Bibliographie der Troubadours von Dr. Alfred Pillet […] ergänzt, weitergeführt und herausgegeben von Dr. Henry Carstens. Halle : Niemeyer, 1933 [Castelloza és el número PC 109].
- Guido Favati (editor), Le biografie trovadoriche, testi provenzali dei secc. XIII e XIV, Bologna, Palmaverde, 1961, pàg. 358.
- Martí de Riquer, Vidas y retratos de trovadores. Textos y miniaturas del siglo XIII, Barcelona, Círculo de Lectores, 1995 p. 176-177 [Reproducció de la vida, amb traducció a l'espanyol, i miniatures dels cançoners I i K].